# 隆豐路
隆豐路（Longfeng Rd.）為高雄市橋頭區的南北向道路，起端銜接樹德路，末端銜接仕隆南路，是橋頭市區的重要道路之一。

## 行經行政區域
- 橋頭區

## 沿線設施
（由北至南）
- 高雄市橋頭區戶政事務所
- 高雄市橋頭區區公所
- 東齊生鮮超市橋頭店
- 高雄市橋頭區衛生所
- 竹林公園
- 橋頭區農會
- 全聯福利中心橋頭隆豐店
- 屈臣氏橋頭門市
- 小林眼鏡橋頭店
- 寶島眼鏡高雄橋頭店
- 台灣大哥大橋頭隆豐特約門市
- 7-ELEVEN新隆豐門市
- OK超商橋頭仕隆店

## 公共自行車
- 高雄市公共自行車租賃系統：
  - 竹林公園：隆豐路/公園路口(西北側公園)

## 相關連結
- 高雄市主要道路列表